# فرودگاه بین‌المللی پادره آلدامیز
 فرودگاه بین‌المللی پادره آلدامیز (به انگلیسی: Padre Aldamiz International Airport) (به زبان بومی: Puerto Maldonado International Airport) یک فرودگاه نظامی و همگانی با کد یاتا PEM است که یک باند فرود بتن دارد و طول باند آن ۳۵۰۰ متر است. این فرودگاه در کشور پرو قرار دارد و در ارتفاع ۲۰۱ متری از سطح دریا واقع شده است.

## شرکت‌های هواپیمایی و مقصدهای پروازی
| شرکت‌های هواپیمایی | مقصدهای پروازی                    |
| ----------------- | --------------------------------- |
| اویانکا پرو       | الیاندرو ولاسکو استیت، خورخه چاوز |
| لان پرو           | الیاندرو ولاسکو استیت، خورخه چاوز |
| Star Perú         | الیاندرو ولاسکو استیت، خورخه چاوز |